# 保皮奇湖
保皮奇湖（德語：Paupitzscher See），是德國的湖泊，位於該國東部，由薩克森自由州負責管轄，面積1平方公里，海拔高度77米，平均水深9米，最大水深21米，水體容量90億立方米。